# 푸른 골짜기
《푸른 골짜기》(FernGully: The Last Rainforest)는 미국에서 제작된 빌 크로이어 감독의 1993년 애니메이션, 모험, 가족, 판타지, 스릴러, 뮤지컬 영화이다. 다이애나 영의 책 FernGully: The Last Rainforest에서 각색한 이 영화는 Kroyer Films, 영하드 프로덕션스, FAI 필름스에 의해 제작되었다. 팀 커리 등이 주연으로 출연하였고 피터 퍼먼 등이 제작에 참여하였다.
이 영화는 주로 긍정적인 평가를 받았다. 후속작으로 1998년 푸른 골짜기 2가 잇따랐다.

## 출연

### 주연
- 팀 커리
- 사만다 마티스

### 조연
- 크리스찬 슬레이터
- 조나단 워드
- 로빈 윌리엄스
- 그레이스 자브리스키
- 제프리 블레이크
- 로버트 패스토렐리
- 치치 마린
- 토미 총
- 톤 로크
- 타운젠드 콜맨
- 브라이언 커밍스
- 캐슬린 프리먼
- 자넷 길모어
- 대니 만
- 닐 로스
- 파멜라 애들론
- 로리 헨들러
- 로잔나 허프만
- 하비 제이슨
- 데이브 맬로우
- 페이지 폴락
- 홀리 도프
- 게리 슈왈츠

## 기타
- 공동제작: 짐 콕스
- 공동제작: 브라이언 로즌
- 배역: 마시 리로프